# La República (Ecuador)
La República es un periódico digital ecuatoriano, fundado el 7 de junio de 2011 que tiene como objetivo defender los principios republicanos: la libertad, la transparencia y la democracia. Su director es Carlos Jijón Morante. Su primer editor de Consejo editorial fue el expresidente del Ecuador, Gustavo Noboa, y entre sus periodistas cuenta con Jorge Ortiz García (expresentador de Teleamazonas), quien dirige un segmento de entrevistas.
Este portal de periodismo digital publica material escrito y audiovisual de las siguientes categorías: Economía, Política, Internacional, Gente, Vida y Estilo, Entretenimiento, Cultura. También tiene una sección de Opinión.